# Jens-Uwe Meyer
Jens-Uwe Meyer (* 17. Mai 1966 in Hamburg) ist ein Sachbuchautor zu den Themen Kreativität, Innovation, Digitalisierung und Strategie, ehemaliger Chefreporter von Pro Sieben und Programmdirektor von Antenne Thüringen sowie Vorstandsvorsitzender der Innolytics AG.

## Biografie
Jens-Uwe Meyer begann seine berufliche Laufbahn 1982 als Polizeibeamter in Hamburg. Er war unter anderem an der Hamburger Davidwache und bei der Rauschgiftfahndung eingesetzt. 1990 verließ er die Polizei. Er gehörte zum Startteam des privaten Radiosenders Antenne Niedersachsen, wo er 1990 die erste Sendung nach Sendestart moderierte. Jens-Uwe Meyer moderierte bis 1992 die Frühsendung des Senders. 1992 wechselte er zum US-Auslandsrundfunk Voice of America, wo er über den Wahlkampf Bush-Clinton berichtete.
1994 wurde er Korrespondent von Pro Sieben. Als Studioleiter von Jerusalem berichtete er aus dem Nahen Osten, unter anderem über die israelische Militäraktion Früchte des Zorns, den israelisch-palästinensischen Konflikt und die Auseinandersetzungen im Nordirak. 1997 wurde er Studioleiter von Pro Sieben in Washington, wo er unter anderem über die Lewinsky-Affäre und den Absturz von Swissair-Flug 111 berichtete. Ein Jahr später wurde er Chefreporter von Pro Sieben. Für den Sender berichtete er aus insgesamt 25 Ländern.
Von 1999 bis 2003 war Jens-Uwe Meyer Geschäftsführer der TV-Produktionsfirma TV Süd. 2003 wurde er Chefredakteur von MDR Jump, ein Jahr später Programmdirektor von Antenne Thüringen.
1999 begann Jens-Uwe Meyer, Lehrprogramme zur Steigerung von Kreativität bei Journalisten zu entwickeln. Institutionen wie die Deutsche Hörfunkakademie, die ARD.ZDF medienakademie und das Medien-Ausbildungs-Zentrum in Luzern nahmen die Trainingskonzepte in ihr Programm auf. 
2008 veröffentlichte er das Buch Das Edison-Prinzip, in welchem er mehrere Thesen zur systematischen Ideenentwicklung beschreibt, basierend auf der Arbeitsweise, den Methoden und Denkansätzen des Erfinders Thomas Alva Edison.
2010 führte er eine Studie zu den Erfolgsfaktoren hochinnovativer Unternehmen durch, aus der das Buch Kreativ trotz Krawatte entstand. 2011 interviewte er knapp 200 Innovationsverantwortliche deutscher Unternehmen zur Innovationskultur. Die Ergebnisse wurden im Harvard Businessmanager und der Studie Erfolgsfaktor Innovationskultur veröffentlicht. 2014 verteidigte Meyer seine Dissertation über die Steigerung der Innovationsfähigkeit von Unternehmen. Auf Basis seiner wissenschaftlichen Arbeiten entwickelte sein Unternehmen, die Innolytics GmbH, seit 2014 Ideen und Innovationsmanagement-Software, Wissensmanagement-Software und Qualitätsmanagement Software für Unternehmen. Aus der Innolytics GmbH entstand am 1. Dezember 2020 die Innolytics AG. 
2016 veröffentlichte er das Buch Digitale Disruption. Nach Meyer befindet sich die Digitalisierung noch am Anfang und wird erst in zehn Jahren abgeschlossen sein. 2019 veröffentlichte er das Buch Digitale Gewinner, das sich mit der Umsetzung der Digitalisierung in Unternehmen auseinandersetzt. 

## Publikationen
- Digitale Gewinner: Erfolgreich den digitalen Umbruch managen. Verlag Business Village 2019, ISBN 978-3-86980-450-7.
- Digitale Disruption: Die nächste Stufe der Innovation. Verlag BusinessVillage, 2016, ISBN 978-3-86980-345-6
- Die Innovationsfähigkeit von Unternehmen, Verlag BusinessVillage, 2. Auflage 2016, ISBN 978-3-86980-308-1.
- Innolytics – Innovationsmanagement weiter denken. Verlag BusinessVillage, 2014, ISBN 978-3-86980-265-7.
- Radikale Innovation. Das Handbuch für Marktrevolutionäre. Verlag BusinessVillage, 2012, ISBN 978-3-86980-134-6.
- Erfolgsfaktor Innovationskultur.  - Das Innovationsmanagement der Zukunft. Verlag BusinessVillage, 2011, ISBN 978-3-86980-145-2.
- Kreativ trotz Krawatte. Verlag BusinessVillage, 2010, ISBN 978-3-86980-073-8.
- Journalistische Kreativität. UVK-Verlag, 2003 (Neuauflage 2008), ISBN 978-3-86764-096-1.
- Kreative PR. UVK-Verlag, 2007, ISBN 978-3-89669-599-4.
- Das Edison-Prinzip. Der genial einfache Weg zu erfolgreichen Ideen. Campus-Verlag, 2008, ISBN 978-3-593-38517-4.
- Radio-Strategie. UVK-Verlag, 2007, ISBN 978-3-86764-001-5.
- Fest im Sattel. Insider-Strategien zur Jobsicherung. Campus-Verlag, 2007, ISBN 978-3-593-38238-8.